# Erythrura prasina
El diamante colifino (Erythrura prasina) es una especie de ave paseriforme de la familia Estrildidae propia del sudeste asiático. Es un popular pájaro de jaula.

## Distribución y hábitat
Se encuentra en Indochina, la península malaya, Sumatra, Borneo, Java e islas menores aledañas, distribuido por Malasia, Brunéi, Camboya, Indonesia, Laos, Birmania, y Tailandia, en una extensión global estimada de 10.000.000 km².
Se encuentra en hábitats tropicales, tanto en biomas montanos como en bosques de tierras bajas, y se encuentra en matorrales de bambú y plantaciones de arroz. Las bandadas de esta especie pueden hacer un gran daño a los cultivos de arroz, y en algunas partes son consideradas como plaga. La IUCN ha clasificado la especie como de menor preocupación.
El 2 de agosto de 2007, científicos en una expedición al monte Mantalingajan en del sur Palawan, provincia de Filipinas anunció el descubrimiento, junto con otros animales, de una población de diamante colifino, según el Dr. Lawrence Heaney, un biólogo del Museo de Campo del Chicago.